# Thomas Rung
Thomas Rung (* 3. Januar 1961 in West-Berlin) ist ein deutscher Mörder. Er gilt als einer der gefährlichsten Serienmörder Berlins seit Ende des Zweiten Weltkriegs.

## Leben
Rung wurde am 3. Januar 1961 als sechstes von sieben Kindern geboren. Sein Vater trank und herrschte mit viel Gewalt und Strenge. Die Mutter verließ die Familie, als er zwei Jahre alt war. Die Stiefmutter, Tante Hilde, „saß auf einem Thron. Sie war die Richterin“ und ordnete Strafen an, die der Vater vollstreckte. Unter solcher Gewalt mangelte es ihm an Liebe, Wärme, Fürsorglichkeit. Rung besuchte die Sonderschule und fiel schon während seiner Schulzeit durch Einbrüche und Körperverletzung auf. Vor seiner Festnahme wegen Mordes im Jahr 1995 saß Rung schon viele Male wegen verschiedener Delikte im Gefängnis.
Zwischen 1983 und 1995 brachte er, unterbrochen durch eine Freiheitsstrafe wegen einer anderen Tat insgesamt sechs Frauen und seinen Stiefbruder, der Vater seiner Lebensgefährtin war, um. Seine Opfer wurden von ihm vergewaltigt, erwürgt, ertränkt oder erstickt und beraubt. Weil Rung so unterschiedlich vorging und die Beweismöglichkeit der Täter-DNS noch nicht zur Verfügung stand, konnte die Polizei lange Zeit keinen Zusammenhang zwischen den einzelnen Taten herstellen. Zwei der Opfer – seine 77-jährige Vermieterin sowie eine 22-jährige Studentin – tötete er 1983 in der Silbersteinstraße in Berlin-Neukölln. Für Rungs ersten Mord (mit Rippenbrüchen) an seiner Vermieterin wurde 1984 der ebenfalls 23-jährige, bei der Polizei kurzzeitig geständige Michael Mager fälschlich verurteilt und sechs Jahre lang inhaftiert.
Nach seiner Festnahme 1995 war Rung geständig. Ein Jahr später verurteilte ihn das Landgericht Berlin zu zwei lebenslangen Gesamtstrafen, stellte die besondere Schwere der Schuld fest und ordnete Sicherungsverwahrung an. Der forensische Psychiater Wilfried Rasch bewertete ihn in seinem Gutachten als jemanden, der „trotz seiner Normalität diese Taten begangen“ habe.
In der JVA Tegel misshandelte er 2001 einen Gefangenen und wurde deshalb vom Landgericht Berlin zu zusätzlichen zwei Jahren und acht Monaten Freiheitsstrafe verurteilt. Weil Rung 2003 erneut einen Mitgefangenen – diesmal lebensgefährlich – verletzt hatte, verhängte das Landgericht Berlin 2004 zehn weitere Jahre Freiheitsstrafe und eine zweite Sicherungsverwahrung wegen versuchten Totschlags. Rung wurde zunächst in Berlin-Moabit inhaftiert, da man sich in der JVA Tegel weigerte, ihn noch einmal aufzunehmen, dann in der JVA Celle in Niedersachsen. Später wurde er wieder in die JVA Tegel verlegt.